# 文川市
文川市（朝鲜语：／ Munchŏn si）是朝鲜民主主义人民共和国江原道北部的城市。面积277.52平方公里。临日本海永興灣，南与元山市、北与川内郡、東南与法洞郡接壤。此地多山脉，有河流。66%的土地是森林。下辖16个洞14个里。文川市具有锌、金、银、石灰石、白云石、花岗岩、粘土等资源。产无烟煤，工业发达。水产、水果和畜牧业也十分活跃。粮食是主要的农产品。境内有铁路。

## 历史沿革
- 前2世紀 － 为西汉臨屯郡邪頭昧县。
- 高句麗 － 广開土王叫它買溝婁。
- 高麗 － 为洙城、伊均。文州防禦使置。
- 1413年 － 改称文川郡。
- 1936年 － 郡内面都草面南部合併文川面設置。都草面北部川内邑昇格。
- 1942年4月 － 德源郡編入。
- 1946年9月 － 编入江原道。
- 1952年12月 － 文川面之北城面的一部分、雲林面的一部分文川郡編成。
- 1972年7月 － 文川郡废止、元山市川内郡分割。
- 1976年6月 － 文川郡復置。
- 1991年5月 － 文川市昇格。